# Bayerischer Rundfunk
La Bayerischer Rundfunk (BR) è l'emittente radiotelevisiva pubblica locale del Land tedesco della Baviera ed è affiliata alla ARD. La sede principale è situata a Monaco di Baviera.

## Principi legali
In qualità di istituto di diritto pubblico, la Bayerische Rundfunk necessita di alcuni principi legali in merito a trasmissioni, programmazione ed organizzazione interna. La Bayerische Rundfunkgesetz, cioè la legge bavarese sulla radiodiffusione che contiene questi principi, fu emanata nel 1948. È stata ampiamente rinnovata nel 1993 per adeguarla alle attuali esigenze di politica televisiva.
La legge sulla radiodiffusione è integrata dal Rundfunkstaatsvertrag (Trattato sulla radiodiffusione), che regola il rapporto tra radiodiffusione pubblica e privata in un sistema duale e che contiene le disposizioni di base soprattutto con riferimento ai finanziamenti.
Altrettanto importante per BR è la cooperazione all'interno della rete federale della ARD, alla quale appartengono altre otto emittenti regionali, oltre alla Deutsche Welle.
A completare il quadro giuridico si aggiungono poi le rilevanti direttive europee.

## Risorse finanziarie
La Bayerische Rundfunk si finanzia per l'84% tramite canone, per il 13% da altre entrate (ad esempio provenienti da concessioni, royalties industriali, proventi da beni materiali e finanziari) e per il 3% da pubblicità. L'ammontare del canone riscosso nel 2008 ammontava a circa 844,5 milioni di euro: il 60% del canone viene destinato alla programmazione televisiva, il 28% a quella radiofonica, l'8 viene investito nell'attrezzatura tecnologica ed il 4% nelle spese amministrative.
Come in tutte le terze reti, nonché Arte, 3Sat, KiKA, Phoenix e BR-alpha, anche sul canale televisivo della BR non è permessa pubblicità. La sponsorizzazione dei programmi non è però considerata come tale e quindi è ammessa.

## Personale
Nel 2009 la Bayerische Rundfunk impiegava mediamente 2930 dipendenti (2906 nel 2007) e 159 tirocinanti (148 nel 2007). Oltre a questi, com'è di consuetudine nel settore, vi è un numero imprecisato di liberi professionisti che collaborano con BR.

## Centri di produzione
La BR ha una sede principale a Monaco di Baviera, studi televisivi a Freimann e Unterföhring, lo "Studio Franken" e lo studio regionale per la Baviera Orientale a Ratisbona e lo studio regionale "Mainfranken" a Würzburg; inoltre, la rete dispone di un ufficio di corrispondenza in 20 città. Ad Augusta, Kempten e Traunstein sono operativi più collaboratori, mentre in altri uffici come quelli di Bayreuth, Passavia o Rosenheim vi opera rispettivamente un solo corrispondente. La Bayerische Rundfunk dispone anche di alcuni studi all'estero, ad esempio a Roma, Vienna, Tel Aviv, Istanbul o Buenos Aires. C'è ancora un altro studio (televisivo) a Berlino allo Schiffbauerdamm e di fronte ad esso un altro studio (radiofonico) nella sede nazionale radiofonica della ARD.

## Canali
La BR trasmette, da sola o in collaborazione con altre emittenti radiotelevisive, attraverso i seguenti programmi:

### Televisione
Propri canali:
- Bayerisches Fernsehen – il terzo canale per la Baviera
- BR-alpha – canale informativo

Collaborazioni:
- Das Erste il primo canale di ARD
- Phoenix – canale di notizie di ARD e ZDF
- KiKA – canale per bambini di ARD e ZDF
- ARTE – canale culturale franco-tedesco
- 3sat – canale culturale di ARD, ZDF, ORF e SRG SSR

### Radio
- Bayern 1 – programmazione orientata alla musica del passato con attenzione all'informazione regionale
- Bayern 2 – programmazione generalista e culturale
- Bayern 3 – musica pop, programmazione più orientata ai giovani
- BR-Klassik – musica classica
- BR24 – notizie non-stop (con notiziari ogni 15 minuti)

Altri canali vengono trasmessi soltanto sulle piattaforme digitali ed in streaming:
- BR Schlager – musica e servizi orientati ad un'audience più matura (trasmette anche su onde medie)
- Puls – radio giovanile con l'accento sulla musica alternativa
- BR Heimat – musica di Baviera e Austria
- BR24 live –  BR24 con copertura aggiuntiva di avvenimenti ed eventi pubblici
- BR Verkehr – informazioni sul traffico stradale

## Orchestre
La Bayerische Rundfunk dispone di tre propri ensembles musicali:
- la Symphonieorchester des Bayerischen Rundfunks: orchestra sinfonica fondata nel 1949 che ha avuto, tra i suoi direttori Eugen Jochum, Rafael Kubelík, Sir Colin Davis e Lorin Maazel. Dal 2003 è diretta da Mariss Jansons;
- la Münchner Rundfunkorchester: nata negli anni venti e ricostituita nel 1952 (concerti domenicali, concerti per bambini, programmi rivolti alle minoranze ecc.);
- il Chor des Bayerischen Rundfunks: nato nel 1946 come "Rundfunkchor München", il coro ha interpretato la "prima" di opere, tra gli altri, di Rafael Kubelík e Hans Pfitzner.

## Storia
Il 12 settembre 1922 fu fondata a Monaco, tra gli altri da Robert Riemerschmid, la società di capitali Deutsche Stunde in Bayern Gesellschaft für drahtlose Belehrung und Unterhaltung mbH, che il 30 marzo 1924, con la sua prima trasmissione, inaugurò l'era radiofonica in Baviera. In seguito, il 2 agosto 1924 partì il ripetitore di Norimberga ed 1º settembre 1927 quello di Augusta. Il 15 dicembre 1930 la Deutsche Stunde cambiò denominazione in Bayerische Rundfunk GmbH.
Nel 1934 la Bayerische Rundfunk GmbH fu costretta ad aderire alla Reichs-Rundfunk-Gesellschaft di regime, divenendo il canale bavarese, Reichssender München, di quella che prese nel 1939 il nome di Großdeutscher Rundfunk. Il 10 luglio 1936 fu inaugurato il ripetitore di Bayreuth.
Dopo la seconda guerra mondiale, nel 1945 la forza di occupazione americana creò Radio München, la cui prima trasmissione andò in onda il 12 maggio 1945.
Il 25 gennaio 1949 la radio tornò in mani tedesche con il nome di Bayerischer Rundfunk e divenne un ente pubblico per la regione Baviera. Nello stesso anno BR trasmise per la prima volta su VHF: fu la prima emittente europea a trasmettere in VHF.
L'anno successivo BR fu tra i membri fondatori della ARD, che fu fondata appunto il 5 agosto 1950 proprio a Monaco. Fino ad allora BR trasmetteva su un'unica rete, che sarebbe poi diventata Bayern 1. Nello stesso anno venne inaugurata la seconda rete, Bayern 2 (BR2), che fino al 1957 trasmise da Norimberga. Nel 1954 per la prima volta BR trasmise un proprio programma regionale per la Baviera all'interno della programmazione di ARD.
Nel 1958 il giornalista Wilhelm Sandfuchs fondò la divisione religiosa della radio, la Kirchenfunk, che ampliò costantemente fino al suo pensionamento nel 1978. Sotto la sua direzione, ad esempio, la BR gestiva i reportage dalla Città del Vaticano per l'intera ARD.
Nel 1960 BR trasmise per la prima volta programmi regionali per la Franconia, Svevia e Vecchia Baviera (Alta Baviera, Bassa Baviera e Alto Palatinato); nel 1973 i programmi furono estesi alla parte più orientale della Bassa Baviera e nel 1977 alla Bassa Franconia. Il 1º novembre 1964 partì anche il terzo canale, Bayern 3, inizialmente come rete rivolta ai lavoratori stranieri, che venne però trasformata dal 1º aprile 1971 in una rete generalista e con musica pop.
Nel 1980 partì il quarto canale, Bayern 4 Klassik. In tutte e quattro le reti fu introdotto il sistema RDS nel 1989.
Come ultimo canale VHF fu avviato il 6 maggio 1991 B5 aktuell, una rete di news.
Dal 1º luglio 1998 Bayern 2 Radio, Bayern 4 Klassik, Bayern 3 e B 5 aktuell vengono trasmesse in Digital Audio Broadcasting (DAB). Nel 2003 la trasmissione digitale di Bayern 2 e Bayern 3 fu interrotta a favore dei nuovi prodotti Das Modul, BR Traffic News, BR Info e BR Business; nel 2005 BR Info e BR Business furono spente e fu riattivata la trasmissione digitale di Bayern 2.
L'8 ottobre 2007 è partita la rete giovanile Bavarian Open Radio, che trasmette sulle frequenze AM di BR, sul canale digitale 'Das Modul'e in streaming. Il 5 maggio 2008 cambiò nome in on3radio.

### Bayerisches Fernsehen
Il 22 settembre 1964 la BR fu la prima istituzione della ARD a trasmettere tramite un proprio canale televisivo. Inizialmente come Studienprogramm prevalentemente con la trasmissione dei programmi della serie Telekolleg, poi come Bayerisches Fernsehen con una sua programmazione autonoma (dal 1978) e che nel frattempo, grazie al satellite, è diventata visibile in tutta Europa.
Il telegiornale, introdotto il 1º ottobre 1979, è divenuto gradualmente l'ammiraglia della rete, ed è stato ampliato nel 1991 e nel 1996 rispettivamente con i format di Rundschau Magazin e Rundschau Nachtausgabe: infatti ancora oggi la BR è l'unica emittente della ARD, insieme alla MDR, a non includere il telegiornale comune della ARD delle 20 nel suo palinsesto.
Sul segnale della Bayerisches Fernsehen dal 1º settembre 1986 viene diffuso anche un servizio di teletext, chiamato Bayerntext.
Il 7 gennaio 1998 BR ha avviato un progetto di televisione istruttiva con la nascita del canale satellitare BR-alpha.

### BR su Internet
Sin dal 16 ottobre 1995 la Bayerische Rundfunk ha un proprio sito web, presentato in occasione del Medientage di Monaco, una fiera rivolta agli operatori nel settore dei mezzi di comunicazione. Poco dopo, nel novembre dello stesso anno, BR cominciò le trasmissioni radiofoniche su internet di B5 aktuell.
Nel 2000, a seguito di una ristrutturazione interna, venne istituita la divisione "Multimedia", appositamente dedicata alla rete.

## Critiche

### Conflitti di interesse
Il 6 maggio 2010 il portavoce del governo, Ulrich Wilhelm, fu eletto amministratore delegato di BR con 40 voti su 44, generando una notevole integrazione tra potere politico e mezzi di comunicazione, contraria agli auspici della Costituzione tedesca.
Percorso inverso ha fatto invece Daniela Philippi, che da un ruolo direttivo in BR è passata al governo bavarese: il 1º febbraio 2009 è diventata portavoce del governo della Baviera e del suo Presidente.

### Accuse di parzialità
Il 24 ottobre 2002 la frazione di Alleanza 90/I Verdi nel Landtag della Baviera ha ufficialmente criticato il canale televisivo di BR ed in particolare il suo telegiornale Rundschau im Hinblick in merito alla sua eccessiva vicinanza alla CSU durante la campagna elettorale per le elezioni politiche del 2002. La contemporanea richiesta presentata da Alleanza 90/I Verdi "per una maggiore libertà ed imparzialità degli organi del canale televisivo" fu però respinta con soli 13 voti favorevoli, 1 astensione e 125 voti contrari.
D'altra parte vi sono anche trasmissioni di critica politica, come ad esempio Quer. Inoltre dal 2003 BR collabora con rbb alla trasmissione satirica Satire Gipfel della ARD, senza che il suo ingresso abbia smussato la durezza politica della trasmissione.

### Paternalismo verso il pubblico
Quando la ARD il 15 gennaio 1973 trasmise il film Nicht der Homosexuelle ist pervers, sondern die Situation, in der er lebt ("Non è l'omosessuale ad essere perverso, ma la situazione in cui vive") sul primo canale nazionale, BR si disconnesse dalla programmazione comune, cosa che fece anche l'8 novembre 1977 in occasione della trasmissione di Die Konsequenz e nel 1990 quando era prevista la trasmissione di un episodio della nota soap opera Lindenstraße in cui ci sarebbe stato un bacio tra uomini. Anche nel 1983 la rete bavarese si distaccò dal canale Formel Eins durante la trasmissione del videoclip della canzone Detlev della cantante Ixi.
Il 22 maggio 1986 BR si distaccò dalla programmazione comune della ARD per l'intera durata di una puntata del programma di cabaret Scheibenwischer, dopo che Helmut Oeller, il direttore del canale televisivo di BR, che aveva partecipato alla stesura della puntata, non era riuscito ad ottenere la cancellazione della puntata. Questa censura provocò molte proteste in tutta la Germania.
Anche la trasmissione per bambini Sesamstraße inizialmente non venne trasmessa da BR in quanto si riteneva che questa trasmissione non desse una corretta rappresentazione della realtà sociale tedesca. La trasmissione quindi venne trasmessa, a partire dal 1973, soltanto nelle altre terze reti della ARD, mentre BR trasmetteva una trasmissione di propria produzione, Das feuerrote Spielmobil.

### Superamento del proprio mandato statutario
Le stazioni radio private hanno criticato la volontà di BR di creare un proprio canale rivolto ai più giovani: sia perché temevano che BR volesse far loro concorrenza nel loro target, sia appellandosi al fatto che per legge un'emittente può avere al massimo 5 reti radiofoniche.
"Il supervisore della radiofonia privata, Wolf-Dieter Ring, presidente della BLM, [ha criticato] il comportamento della BR […]. Fino ad ora sembrava trattarsi di una trasmissione solo in digitale. Dai progetti della BR però sembra si tratti ora di una trasmissione via VHF. Dovessero essere usate frequenze VHF in ambiti urbani, si raggiungerebbe rapidamente una copertura analogica del 40%. 'A questo punto potremmo parlare di un sesto canale della BR. Ma la legge ne ammette solo cinque', ha ammonito Ring".

### Centralismo
BR è accusata di parzialità a favore della Vecchia Baviera, a scapito delle altre regioni del Land. Come prova, ad esempio, viene citato il fatto che quasi tutte le produzioni proprie della BR vengono girate nella Vecchia Baviera, ed in particolare nell'Alta Baviera. Ad esempio, BR è l'unica emittente regionale ad aver incentrato i suoi episodi di Tatort in un'unica città (ovviamente Monaco), sin dal 1970.

## Curiosità
- Dal 1993 la BR ha costituito un'associazione Benefizaktion Sternstunden che sostiene in tutto il mondo bambini malati, disabili e bisognosi. Da allora, l'associazione ha donato 82 milioni di euro per circa 1.600 progetti di beneficenza, facendo di Sternstunden uno dei principali enti benefici della Baviera, riconosciuta con il "Premio Europeo per l'Impegno Sociale" nel 1999.
- Quando in occasione del Festival di Bayreuth del 2005 il vestito da sera della cancelliera Angela Merkel presentava aloni di sudore sotto le ascelle, sul sito internet di BR le immagini vennero ritoccate.
- Il segnale d'intervallo di BR era la melodia del canto popolare Solang der alte Peter, con riferimento alla Peterskirche (detta appunto "Alter Peter"). Questa melodia è il simbolo sonoro della Bayerische Rundfunk e ad esempio è ancora usato nel jingle delle trasmissioni sul traffico di Bayern 3. La Peterskirche fu gravemente danneggiata durante la seconda guerra mondiale: finché la chiesa non fu ricostruita, BR trasmetteva sempre la melodia senza l'ultima nota. Solo il 28 ottobre 1951, giorno in cui i lavori di ricostruzione della chiesa furono terminati, venne trasmesso il segnale d'intervallo completo. Nella versione originale, per altro, la melodia non viene suonata da nessuna chiesa di Monaco, bensì dallo Stephansdom di Vienna.
- BR è l'unica emittente della ARD ad avere una redazione di alpinismo.
- BR è membro fondatore del MedienCampus Bayern, un ente di coordinamento per lo sviluppo e la formazione nel campo dei media.
- BR è stata l'ultima emittente pubblica regionale tedesca a creare un canale radiofonico rivolto ai giovani. Dal 7 ottobre 2007 ha preso infatti avvio la Bavarian Open Radio (ora on3radio) con tre ore giornaliere di programmi moderati, ma non in VHF. Prima di questa rete c'erano soltanto due trasmissioni su Bayer 2, Radio Mikro il pomeriggio per i bambini e Zündfunk am Abend per i ragazzi ed i giovani adulti.
- BR è l'unica emittente tedesca a possedere una funivia, in particolare la funivia sul Grünten, al servizio del ripetitore che si trova su questo monte (alto 1.738 metri).